# Nakhon Luang (huyện)
Nakhon Luang (tiếng Thái: นครหลวง) là một huyện (‘‘amphoe’’) ở đông bắc của tỉnh Ayutthaya, miền trung Thái Lan.

## Lịch sử
Huyện này ban đầu thuộc Nakhon Luang Noi (nay tên là Bang Pahan), và được lập thành huyện riêng năm 1895.
Năm 1903, huyện lị chuyển đến phó huyện Nakhon Luang, nên huyện cũng đổi tên từ Nakhon Klang thành Nakhon Luang.

## Địa lý
Các huyện giáp ranh (từ phía bắc theo chiều kim đồng hồ) là Don Phut của tỉnh Saraburi, Tha Ruea, Phachi, Uthai, Phra Nakhon Si Ayutthaya và Bang Pahan của tỉnh Ayutthaya.